# 키야 시이
기야 시이(일본어: 木谷 椎 키야 시이[*]는 일본의 만화가이자 삽화가이다.

## 약력
이전에는 펜네임을 CSY(캐시)로 활동했다. 후에 현재의 기야 시이로 이름을 바꿨다.
2007년 9월부터 계간지 전격 마왕에서 전격 문고의 소설 작품 《작안의 샤나》(원작 : 타카하시 야시치로)의 외전 만화 작품 《작안의 샤나X Eternal song -멀어져가는 노래-》를 연재중에 있다.